# Vattrad fältmätare
Vattrad fältmätare (Hydriomena furcata) är en fjärilsart som beskrevs av Carl Peter Thunberg 1784. Vattrad fältmätare ingår i släktet Hydriomena och familjen mätare. Arten är reproducerande i Sverige. Inga underarter finns listade i Catalogue of Life.

## Bildgalleri

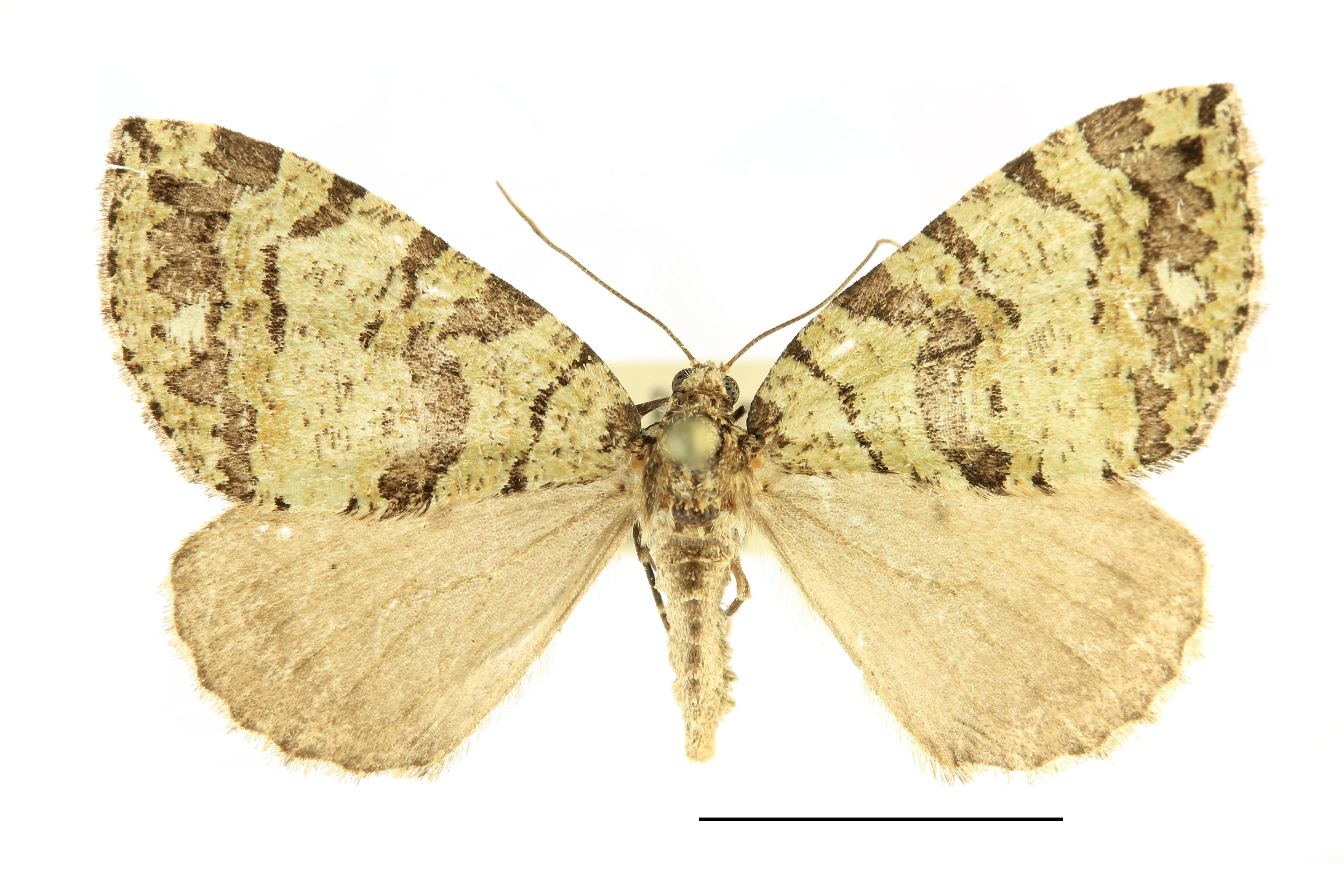
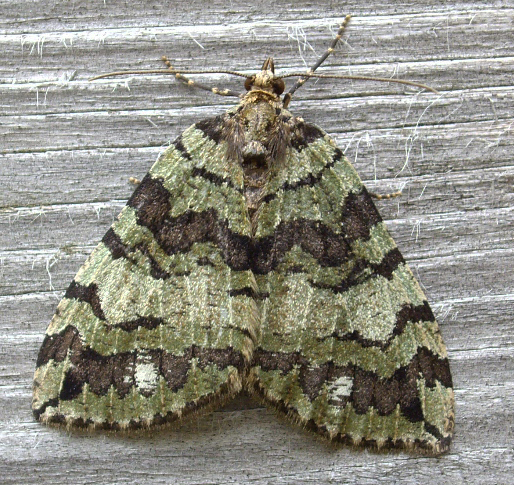
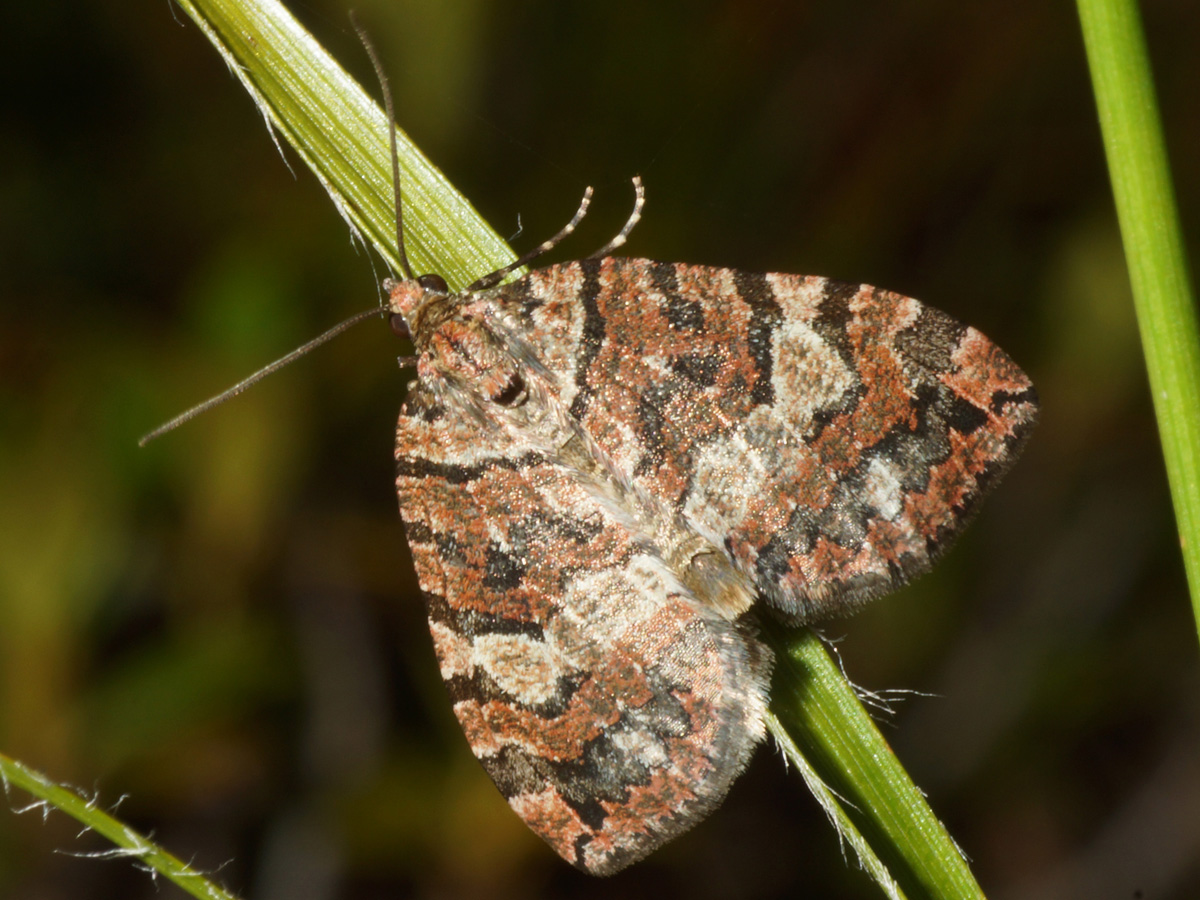
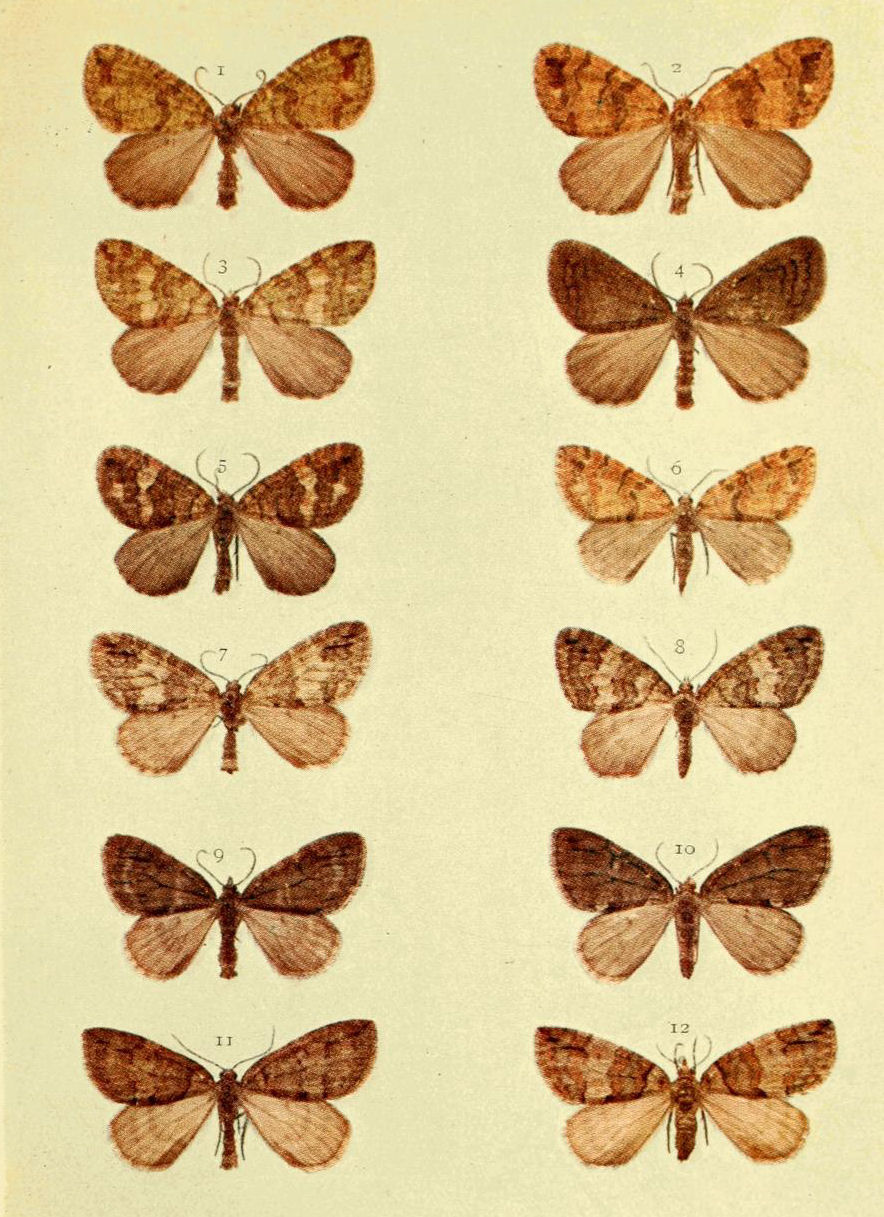
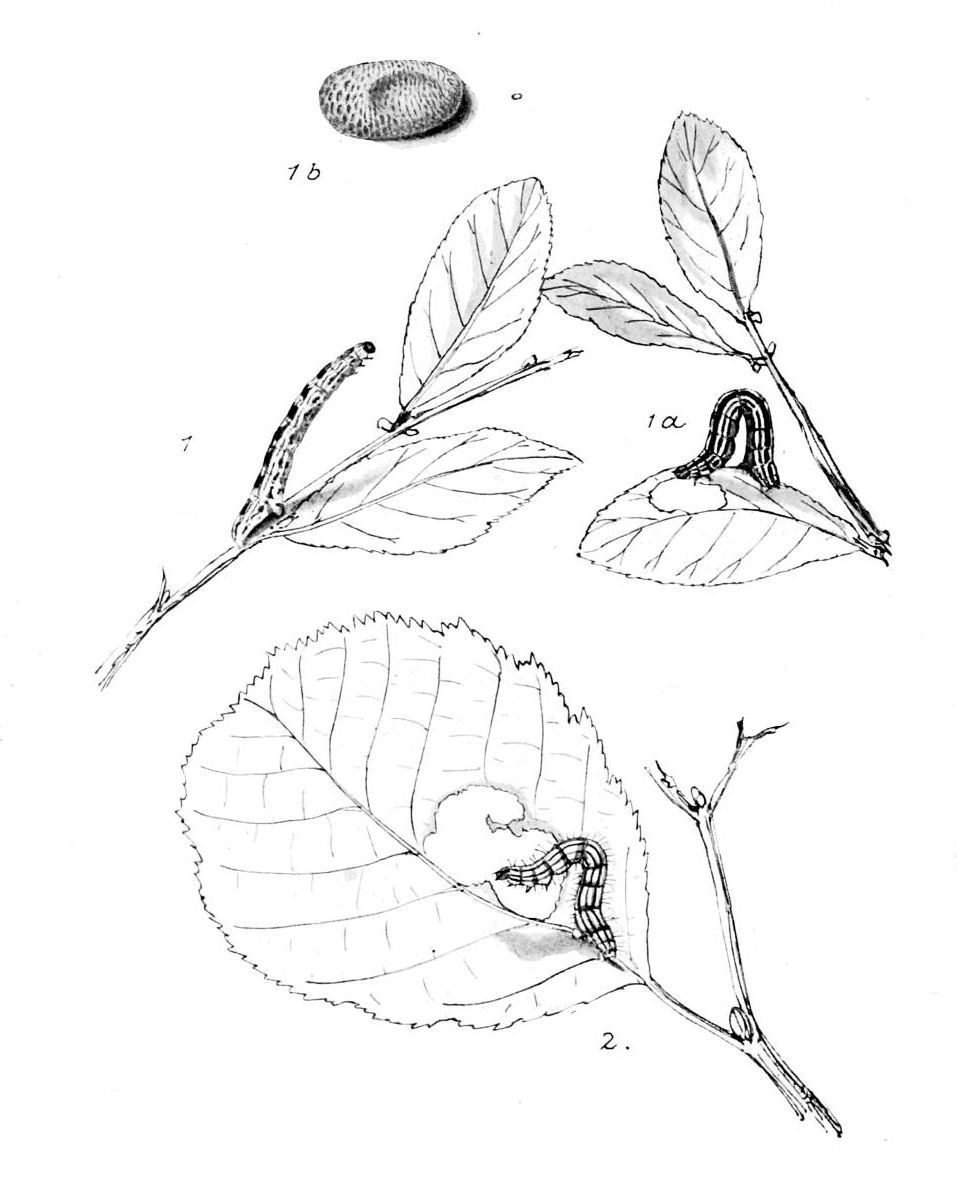